# Invasión de Sviatoslav a Bulgaria
La invasión de Sviatoslav a Bulgaria se refiere a un conflicto que comenzó a partir de 967/968 y terminó en 971, ocurrido en el este de los Balcanes e incluyó a la Rus de Kiev, el Imperio búlgaro, y el Imperio bizantino.

## Historia
Un ataque de la Rus de Kiev, instigado por los bizantinos, llevó al colapso del Estado búlgaro y la ocupación de gran parte del país por la Rus. Una confrontación militar directa siguió entre la Rus y Bizancio terminando con una victoria bizantina. La Rus se retiró y el este de Bulgaria se incorporó al Imperio bizantino.
En 927, un tratado de paz fue firmado entre Bulgaria y Bizancio, que puso fin a muchos años de la guerra y comenzó un paz de cuarenta años. Ambos estados prosperaron durante este periodo, pero el equilibrio de poder se desplazó gradualmente en favor de los bizantinos, que hicieron grandes ganancias territoriales contra el Califato Abasí en el Oriente y logró establecer una red de alianzas que rodeaban a Bulgaria. En 965/966, el belicoso nuevo emperador bizantino Nicéforo II Focas se negó a renovar el tributo anual que formaba parte del acuerdo de paz y declaró la guerra a Bulgaria. Preocupado por sus campañas en el Oriente, Nicéforo decidido hacer una guerra de luchas por el poder, e invitó al gobernante de la Rus Sviatoslav para invadir Bulgaria.
Muy superiores a las expectativas de los bizantinos, que lo habían considerado sólo como un medio para ejercer presión diplomática sobre los búlgaros, Sviatoslav conquistó las regiones centrales del estado búlgaro en 967 a 969, se apoderó del zar búlgaro Boris II, y gobernó el país a través de él. Sviatoslav la intención de continuar su viaje al sur en contra de Bizancio, que a su vez consideraba con gran preocupación  el establecimiento de un potente y nuevo estado ruso-búlgaro en los Balcanes. Después de detener el avance de la Rus en Arcadiópolis en 970, en 971 el emperador bizantino Juan I Tzimisces dirigió un ejército hacia el norte en Bulgaria y capturó Preslav, la capital búlgara. Después de un asedio de tres meses a la fortaleza de Dorostolon, Sviatoslav llegó a un acuerdo con los bizantinos y se retiró de Bulgaria. Tzimisces anexó formalmente Bulgaria al Imperio bizantino. Sin embargo, la mayoría de los países del centro y el oeste de los Balcanes quedó fuera del control imperial, lo que conduciría a la recuperación del estado búlgaro en estas regiones bajo la dinastía Cometopulo.